# Apink
Apink (kor. 에이핑크) – południowokoreański girlsband założony w 2011 roku przez Play M Entertainment. Grupa zadebiutowała 19 kwietnia 2011 roku z minialbumem Seven Springs of Apink i siedmioma członkami: Park Cho-rong, Yoon Bo-mi, Jung Eun-ji, Son Na-eun, Hong Yoo-kyung, Kim Nam-joo i Oh Ha-young. Hong opuściła grupę w kwietniu 2013 roku, aby skoncentrować się na nauce.
Od debiutu Apink zdobyły nagrody m.in. z ceremonii Golden Disc Awards, Seoul Music Awards i Mnet Asian Music Awards. Ich pierwsze zwycięstwo w programie muzycznym miało miejsce w programie M Countdown 5 stycznia 2012 roku z piosenką „My My” z ich drugiego minialbumu Snow Pink.

## Historia

### Przed debiutem
A Cube Entertainment ogłosiło w lutym 2011 roku, że pierwszą członkinią nowego girlsbandu będzie Son Na-eun, która wystąpiła w teledyskach do „Soom” (숨), „Beautiful” i „Niga Jeil Joha” (kor. 니 가 제일 좋아) zespołu Beast. Park Cho-rong, która pojawiła się na końcu japońskiego teledysku „Shock” zespołu Beast, dołączyła jako liderka grupy. Jako trzecia do zespołu dołączyła Oh Ha-young. W marcu została zaprezentowana jako czwarta Jeong Eun-ji w nagraniu, w którym zaśpiewała wersję utworu „Love You I Do” Jennifer Hudson. Hong Yoo-kyung została podobnie przedstawiona przez wideo udostępnione online, w którym grała na fortepianie. Dwie ostatnie członkinie – Yoon Bo-mi i Kim Nam-joo, zostały przedstawione w reality show grupy – Apink News.
Przed debiutem grupy wyemitowano program dokumentalny Apink News na kanale Trend E. Opisywał proces zakładania Apink. Odcinki były prowadzone przez różne gwiazdy, w tym G.NA, Mario, Seung Ho z MBLAQ, G.O, Beast, 4minute, Jinwoona z 2AM, Sunhwę i Hyoseong z Secret.

## Członkinie

### Obecne
| Imię          | Imię   | Data urodzenia        | Pozycja             |
| Latynizacja   | Hangul | Data urodzenia        | Pozycja             |
| ------------- | ------ | --------------------- | ------------------- |
| Park Cho-rong | 박초롱 | 3 marca 1991(dts)     | liderka, wokal, rap |
| Yoon Bo-mi    | 윤보미 | 13 sierpnia 1993(dts) | wokal               |
| Jung Eun-ji   | 정은지 | 18 sierpnia 1993(dts) | wokal               |
| Kim Nam-joo   | 김남주 | 15 kwietnia 1995(dts) | wokal, rap          |
| Oh Ha-young   | 오하영 | 19 lipca 1996(dts)    | wokal, maknae       |

### Byłe
| Imię           | Imię   | Data urodzenia        | Pozycja    |
| Latynizacja    | Hangul | Data urodzenia        | Pozycja    |
| -------------- | ------ | --------------------- | ---------- |
| Hong Yoo-kyung | 홍유경 | 22 września 1994(dts) | wokal, rap |
| Son Na-eun     | 손나은 | 10 lutego 1994(dts)   | wokal      |

## Dyskografia

### Albumy studyjne
- Une Année (2012)
- Pink Memory (2015)
- Pink Season (2015)
- Pink Revolution (2016)
- Pink Doll (2016)
- Pink Stories (2017)
- Horn (2022)

### Minialbumy
- Seven Springs of Apink (2011)
- Snow Pink (2011)
- Secret Garden (2013)
- Pink Blossom (2014)
- Pink Luv (2014)
- Pink Up (2017)
- One & Six (2018)
- Percent (2019)
- Look (2020)
- Self (2023)

### Single album
- Miracle (2018)